# Naturaleza muerta (serie de televisión)
Naturaleza muerta es una miniserie de televisión de comedia negra argentina emitida por Space. La trama sigue a un joven y desconocido influencer que se propone como objetivo alcanzar la fama haciendo videos de fantasmas reales, los cuales sin darse cuenta serán un canal de interacción con el mundo sobrenatural y a partir de eso los espíritus comenzarán a reclamar un espacio en el ambiente digital. Esta protagonizada por Inés Efron, Manuel Fanego, Alejandro Fiore, Rocío Muñoz, Mateo Chiarino, Mario Alarcón, Cristina Maresca, Ernesto Claudio y Marcelo Sein. La serie se estrenó el 21 de octubre de 2021.

## Sinopsis
Julián (Manuel Fanego) es un youtuber sin mucho éxito que sufre el robo de su teléfono mientras grababa un vídeo. Sin embargo,  no tienen dinero para comprarse otro, por lo cual, decide usar el viejo celular de su padre muerto. Cuando lo vuelve a utilizar, descubre que el celular tiene una cámara que es capaz de registrar fantasmas. A partir de entonces, Julián aprovecha la oportunidad para impulsar su carrera como estrella de las redes sociales. Para ello, tendrá la ayuda de su amiga Cruz (Inés Efron), quien será la encargada de lanzar el canal online paranormal, pero pronto se da cuenta de que el celular es un intermediario que actúa como un portal entre ambos mundos, abriendo la posibilidad de que los muertos se manifiesten a través de las redes sociales, sin medir las consecuencias.

## Elenco

### Principal
- Inés Efron como Cruz Ballester
- Manuel Fanego como Julián Soria
- Alejandro Fiore como Antonio "Tony" Muttis
- Rocío Muñoz como Rufina Segovia
- Mateo Chiarino como Alexander "Alex"
- Mario Alarcón como Franco Ballester
- Cristina Maresca como Abuela muerta
- Ernesto Claudio como Álvaro Soria
- Marcelo Sein como Bobby Cordones

### Participaciones
- Isi Vives como Ella misma
- Juan Carrasco como Amigo de Álvaro
- Sacha Bercovich como Ladrón
- Olivia Taretto como Samay
- Eugenia Alonso como Vecina de Franco
- Francisco Szelske como Gabriel
- Magnus Mefisto como Él mismo
- Dinosaur Vlogs como Ella misma

## Episodios
| N.º | Título                                   | Dirigido por                 | Escrito por                      | Fecha de lanzamiento original |
| --- | ---------------------------------------- | ---------------------------- | -------------------------------- | ----------------------------- |
| 1   | «Hay señal hasta en la tumba»            | Diego Leanza y Sofía Szelske | Sofía Szelske y Carlos Wasserman | 21 de octubre de 2021         |
| 2   | «Algo real»                              | Diego Leanza y Sofía Szelske | Sofía Szelske y Carlos Wasserman | 21 de octubre de 2021         |
| 3   | «La conexión es una ilusión estúpida»    | Diego Leanza                 | Sofía Szelske y Carlos Wasserman | 21 de octubre de 2021         |
| 4   | «Dead match»                             | Diego Leanza                 | Sofía Szelske y Carlos Wasserman | 21 de octubre de 2021         |
| 5   | «La oportunidad de la muerte»            | Diego Leanza                 | Sofía Szelske y Carlos Wasserman | 21 de octubre de 2021         |
| 6   | «Los espectadores muertos»               | Diego Leanza y Sofía Szelske | Sofía Szelske y Carlos Wasserman | 21 de octubre de 2021         |
| 7   | «Todos tenemos fantasmas»                | Diego Leanza y Sofía Szelske | Sofía Szelske y Carlos Wasserman | 21 de octubre de 2021         |
| 8   | «El espanto»                             | Diego Leanza y Sofía Szelske | Sofía Szelske y Carlos Wasserman | 21 de octubre de 2021         |
| 9   | «La puerta está abierta»                 | Diego Leanza y Sofía Szelske | Sofía Szelske y Carlos Wasserman | 21 de octubre de 2021         |
| 10  | «Nadie aplaude más fuerte que un muerto» | Diego Leanza y Sofía Szelske | Sofía Szelske y Carlos Wasserman | 21 de octubre de 2021         |

## Recepción

### Comentarios de la crítica
Marita Oliveri del diario Los Andes destacó que la serie tiene «un dinamismo indiscutible y una variedad de matices en sus personajes y situaciones», lo cual hace que sea «una propuesta diferente a lo que acostumbramos a ver». El sitio web Shock escribió que «Naturaleza muerta mezcla las historias clásicas paranormales con una mirada de parodia a las redes sociales», combinando la comedia y el terror de manera que representa los tiempos actuales.

### Premios y nominaciones
| Año  | Organización  | Categoría        | Nominado/a(s)     | Resultado | Ref   |
| ---- | ------------- | ---------------- | ----------------- | --------- | ----- |
| 2022 | Premios Produ | Mejor microserie | Naturaleza muerta | Ganador   | [ 7 ] |